# Cornelia (Vestalin)
Cornelia († um 91 n. Chr.) war eine römische Adlige und Vestalin aus dem Geschlecht der Cornelier, die in ihrer Laufbahn als Priesterin zweimal unter Kaiser Domitian der Unkeuschheit (Crimen incesti)  beschuldigt und angeklagt wurde.

## Erstes Verfahren
Cornelia wurde zusammen mit drei weiteren Vestalinnen um 83 n. Chr. wegen unkeuschen Verhaltens angeklagt und für unschuldig befunden. Die anderen Vestalinnen, darunter ein Geschwisterpaar namens Oculate und Varonilla, galten als überführt und wurden zum Tod verurteilt. Sie durften jedoch gnadenhalber ihre Todesart selbst auswählen und Suizid begehen.

## Zweites Verfahren
Die zwischenzeitlich zur Oberin der Vestalinnen (virgo Vestalis maxima) aufgestiegene Cornelia sah sich um 91 n. Chr. erneut einem Verfahren wegen Unkeuschheit ausgesetzt. Sie wurde beschuldigt, sich mit dem Ritter Celer eingelassen zu haben. Der neben Cornelia und Celer gleichfalls des crimen incesti angeklagte Prätor Lucius Valerius Licinianus hatte sich nach Auffassung neuerer Forschung nicht der direkten Mittäterschaft, sondern durch die Vorenthaltung einer Belastungszeugin, die eine Freigelassene der Cornelia war, der Beihilfe, respektive der versuchten Strafvereitelung in einem abgetrennten Verfahren zu verantworten. Durch seine Funktion als Prätor kam erschwerend hinzu, dass Licinianus, wenn er auch für die Sakralgerichtsbarkeit originär nicht zuständig war, als ein Repräsentant der ordentlichen Gerichtsbarkeit die oberpriesterliche Strafverfolgung hätte unterstützen müssen, zumindest jedoch nicht hätte behindern dürfen.
Die Verhandlung mit der Aburteilung der Cornelia durch den Kaiser in seiner Funktion als Pontifex Maximus wurde entgegen den Verfahrensvorschriften in ihrer Abwesenheit und ohne die Möglichkeit einer rechtlichen Anhörung durchgeführt. Das Urteil zog die klassische Rechtsfolge nach sich, nämlich lebendig begraben zu werden. Nach den Schilderungen des rund 150 Jahre nach den Ereignissen schreibenden antiken Historikers Cassius Dio scheint Cornelia, die ihre Unschuld bis zuletzt glaubhaft beteuert haben soll, nur aufgrund von unbewiesenen Mutmaßungen oder, nach Plinius, allein auf Betreiben des Domitian verurteilt worden zu sein. In der neueren Forschung geht man jedoch davon aus, dass der gegen Domitian äußerst negativ eingestellte Zeitgenosse Plinius die wahren Hintergründe des Falls gar nicht kannte und die Vestalin tatsächlich den Tatbestand eines crimen incesti begangen hatte.
Celer, der überführte Liebhaber der Priesterin, wurde im Anschluss an ihre Einmauerung nach altem Brauch auf dem Comitium mit einem Flagrum zu Tode gegeißelt. Licinianus, der geständige Unterstützer, wurde aufgrund seines strafmildernden Geständnisses nicht mit der gleichen Rechtsfolge, sondern mit der Verbannung belegt. Unter Kaiser Nerva wurde die Bestrafung dahingehend abgemildert, dass man dem Verbannten gestattete, seine Residenz auf die Insel Sizilien zu verlegen.